# Кропоткин, Дмитрий Васильевич
Князь Дмитрий Васильевич Кропоткин — голова и воевода во времена правления Ивана IV Васильевича Грозного и Фёдора Ивановича.
Из княжеского рода Кропоткины. Старший сын князя Василия Андреевича Кропоткина по прозванию Косой, упомянутого в 1551 году московским сыном боярским. Имел братьев князей: Ивана, Андрея и Василия Васильевичей.

## Биография
В октябре 1551 году записан во вторую статью московских детей боярских. В 1558 году послан вторым, а после первым головою Сторожевого полка при князе Тёмнике, в походе на Лифляндию к Новогороду и Юрьеву. В 1560 году первый голова Сторожевого полка при Бутурлине в походе под Вильян. В сентябре 1567 года первый воевода в Гомье. В 1572 году послан весною из Юрьева-Ливонского вторым воеводою в Сыренск. В 1573 году третий воевода в Юрьеве, откуда в августе в связи с литовской угрозою послан в Руговид вторым воеводою для вылазок. В этом же году третий воевода Большого полка в походе против немцев и за этот поход пожалован пол золотым. В 1585 году выкуплен из польского плена, а когда взят — неизвестно.
По родословной росписи показан бездетным.